# Girga
Girga ou Girgeh (arabe : جرجا) est une ville d’Égypte. Située dans le gouvernorat de Sohag, elle était l'ancienne capitale du gouvernorat lorsqu'il s’appelait « gouvernorat de Girga ».